# キーバード

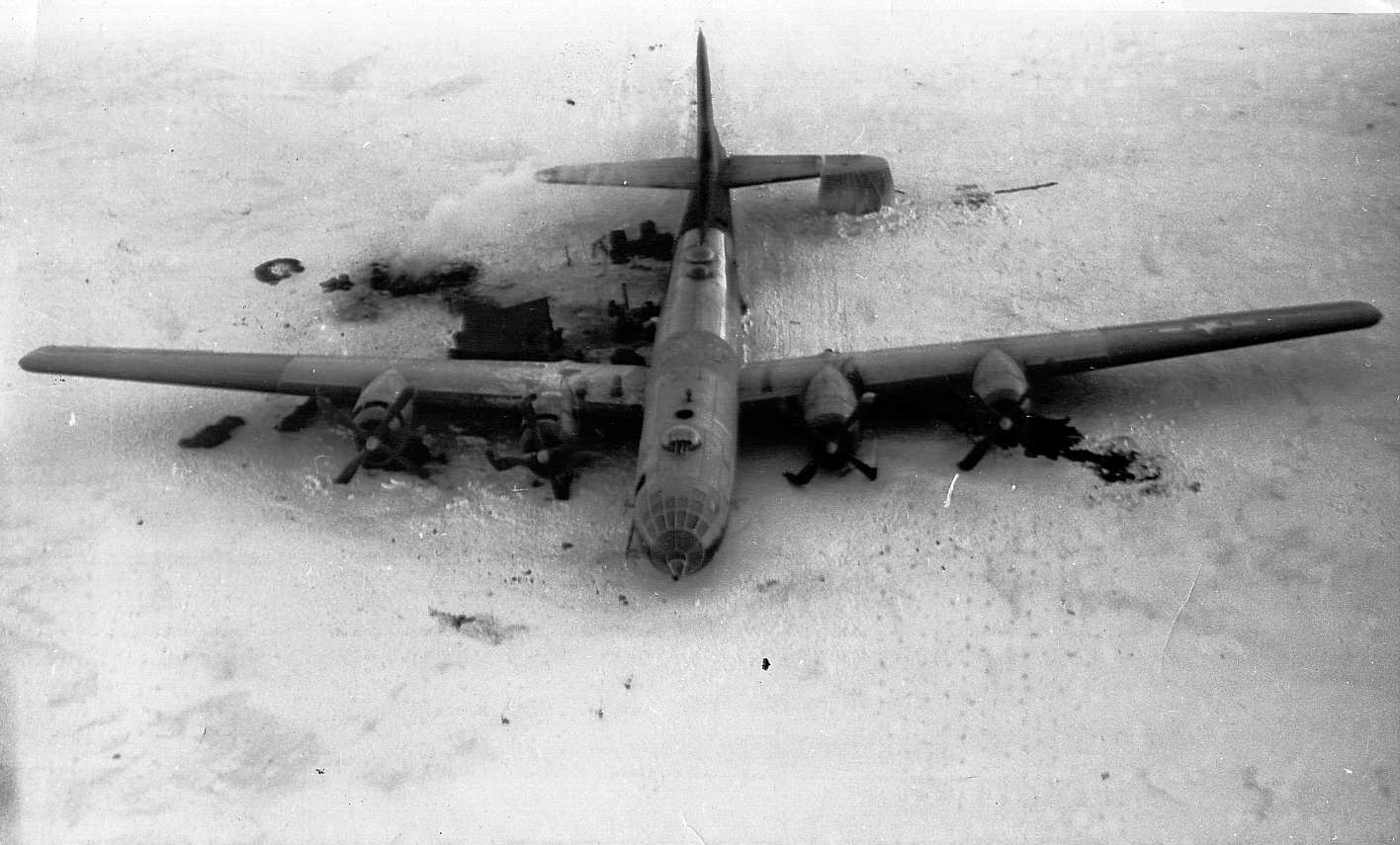
氷原上のキーバード。

キーバード (Kee Bird) は、第二次世界大戦 - 冷戦時代のアメリカ合衆国の爆撃機の機名。アメリカ陸軍航空軍のアラスカ州ラッドフィールド基地に所属したB-29。機体番号#45-21768。

## 概要
機体はボーイング社カンザス州ウィチタ工場で建造された。冷戦初期の1947年、悪天候の中北極圏を偵察飛行中嵐に遭遇し燃料不足に陥りグリーンランドのトゥーレ付近に不時着。乗員は脱出、帰国したが機体はグリーンランドの氷原にそのまま残された。
1994年、アメリカの有志による修復プロジェクトが立ちあげられ、二年かけて修理を完了したが、離陸のため滑走中に機体後部から発火し炎上、喪失した。

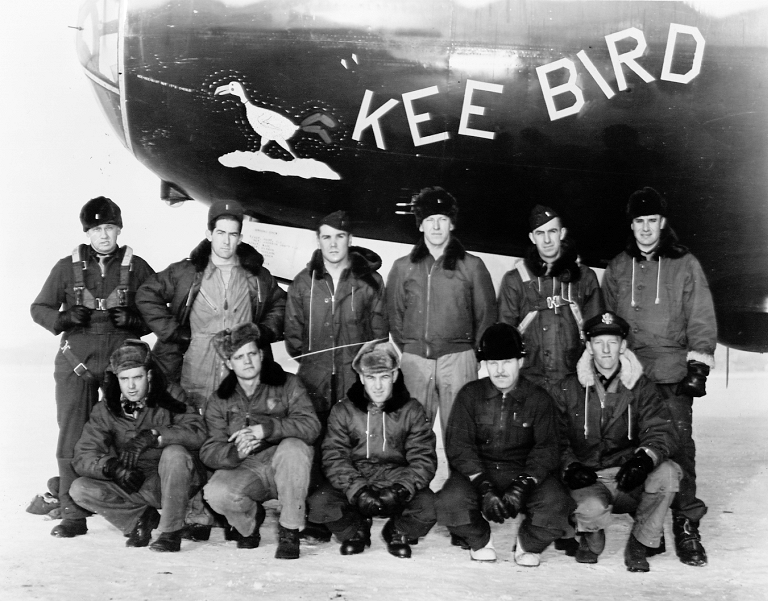
キーバードの搭乗員たち。
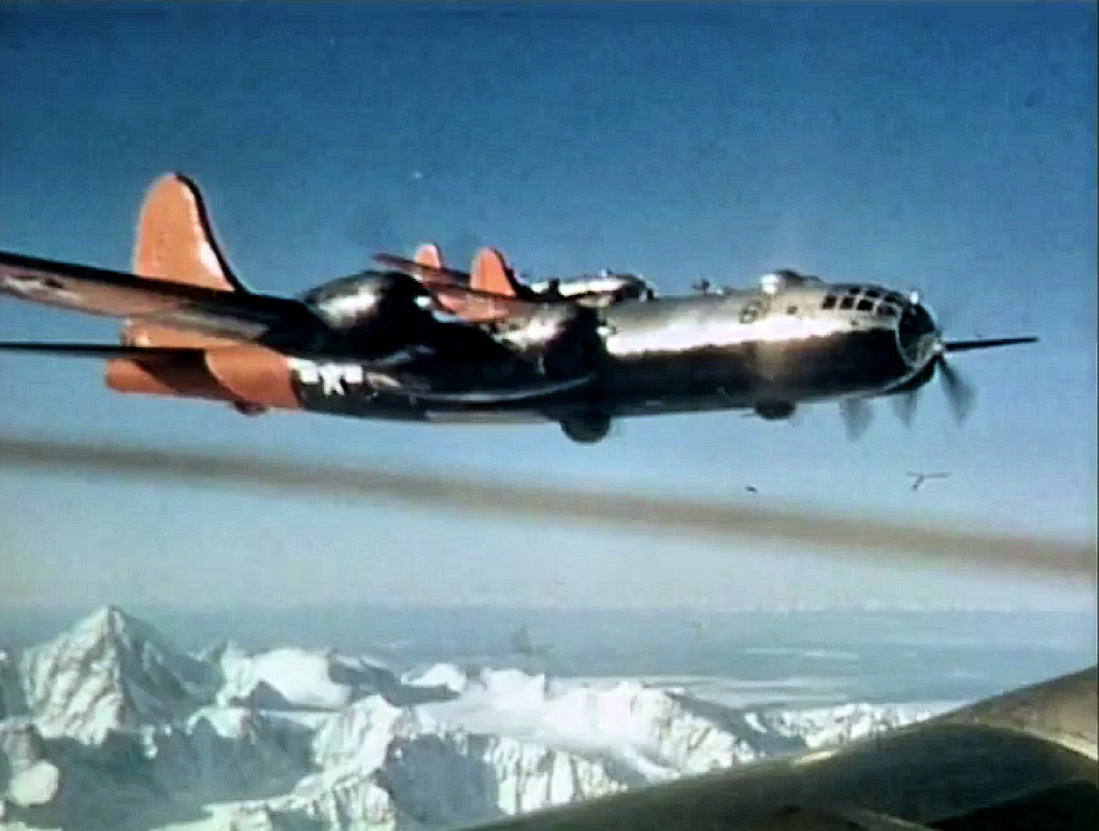
作戦行動中のキーバード。
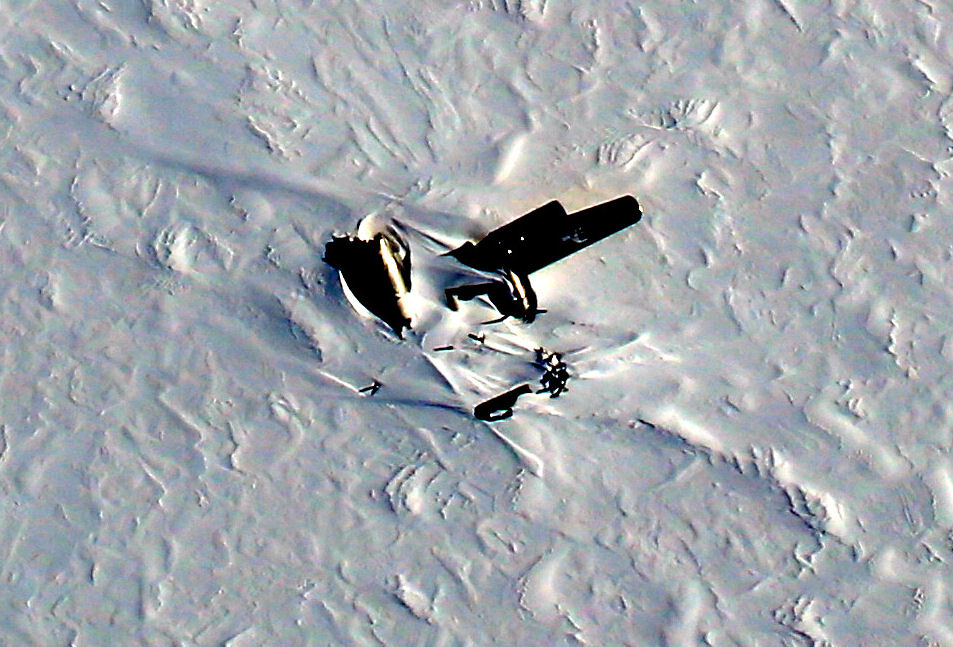
放棄されたキーバード。 （2014年5月1日）